# Вулька-Зихова
Вулька-Зихова (пол. Wólka Zychowa) — село в Польщі, у гміні Стомпоркув Конецького повіту Свентокшиського воєводства.
Населення — 366 осіб (2011).
У 1975-1998 роках село належало до Келецького воєводства.

## Демографія
Демографічна структура на день 31 березня 2011 року:
|          | Загалом | Допрацездатний вік | Працездатний вік | Постпрацездатний вік |
| -------- | ------- | ------------------ | ---------------- | -------------------- |
| Чоловіки | 195     | 25                 | 139              | 31                   |
| Жінки    | 171     | 28                 | 80               | 63                   |
| Разом    | 366     | 53                 | 219              | 94                   |